# Cephalosphaera gymne
Cephalosphaera gymne är en tvåvingeart som beskrevs av De Meyer och Patrick Grootaert 1990. Cephalosphaera gymne ingår i släktet Cephalosphaera och familjen ögonflugor. Inga underarter finns listade i Catalogue of Life.